# Lijst van voetbalinterlands Fiji - Taiwan
Deze lijst van voetbalinterlands is een overzicht van alle voetbalwedstrijden tussen de nationale teams van Fiji en Taiwan (Chinees Taipei). De landen hebben tot op heden twee keer tegen elkaar gespeeld. De eerste ontmoeting, een kwalificatiewedstrijd voor het Wereldkampioenschap voetbal 1982, werd gespeeld in Suva op 6 juni 1981. Het laatste duel, de returnwedstrijd in dezelfde kwalificatiereeks, vond plaats op 4 augustus 1981 in Taipei.

## Wedstrijden
| № | Plaats | Datum           | Competitie           | Wedstrijd             | Uitslag |
| - | ------ | --------------- | -------------------- | --------------------- | ------- |
| 1 | Suva   | 6 juni 1981     | WK 1982 kwalificatie | Fiji – Chinees Taipei | 2 – 1   |
| 2 | Taipei | 4 augustus 1981 | WK 1982 kwalificatie | Chinees Taipei – Fiji | 0 – 0   |

## Samenvatting
| Competitie      | Totaal gespeeld | Winst Fiji | Gelijk | Winst Chinees Taipei | Doelsaldo Fiji – Chinees Taipei |
| --------------- | --------------- | ---------- | ------ | -------------------- | ------------------------------- |
| WK-kwalificatie | 2               | 1          | 1      | 0                    | 2 − 1                           |
| Totaal          | 2               | 1          | 1      | 0                    | 2 − 1                           |

FFA · A-internationals · Fijisch vrouwenelftal
1950 – 1959 · 
1960 – 1969 · 
1970 – 1979 · 
1980 – 1989 · 
1990 – 1999 · 
2000 – 2009 · 
2010 – 2019 ·
2020 − 2029
Amerikaans-Samoa ·
Australië ·
China ·
Cookeilanden ·
Estland ·
Filipijnen ·
Hongkong ·
India ·
Indonesië ·
Maleisië ·
Mauritius ·
Mexico ·
Nieuw-Caledonië ·
Nieuw-Zeeland ·
Papoea-Nieuw-Guinea ·
Salomonseilanden ·
Samoa ·
Singapore ·
Tahiti ·
Taiwan ·
Tonga ·
Vanuatu
CTFA ·
Bondscoaches ·
vrouwenvoetbalelftal ·
Topscorers
Afghanistan ·
Australië ·
Bahrein ·
Bangladesh ·
Brunei ·
Cambodja ·
Fiji ·
Filipijnen ·
Grenada ·
Guam ·
Hongkong ·
India ·
Indonesië ·
Irak ·
Iran ·
Israël ·
Japan ·
Jordanië ·
Kenia ·
Kirgizië ·
Koeweit ·
Laos ·
Macau ·
Maleisië ·
Mongolië ·
Myanmar ·
Nepal ·
Nieuw-Zeeland ·
Noord-Korea ·
Oezbekistan ·
Oman ·
Oost-Timor ·
Pakistan ·
Palestina ·
Panama ·
Saint Kitts en Nevis ·
Salomonseilanden ·
Saoedi-Arabië ·
Singapore ·
Sri Lanka ·
Syrië ·
Thailand ·
Trinidad en Tobago ·
Turkmenistan ·
Vietnam ·
Zuid-Korea ·
Zuid-Vietnam